# 庞塞德莱昂酒店
庞塞德莱昂酒店（Ponce de Leon Hotel）位于美国佛罗里达州圣奥古斯丁，曾是一座豪华酒店，由百万富翁开发商和标准石油公司的联合创始人亨利·弗拉格勒建造，于1888年竣工。酒店采用西班牙文艺复兴风格，是获得世界声誉的纽约卡雷尔和黑斯廷斯建筑师事务所的第一个重大项目。
该酒店是同类酒店中第一个完全由浇筑混凝土建造的， 使用当地的 贝灰岩作为骨料。 这家酒店也是该国从一开始就供电的第一座建筑物之一，电力由弗拉格勒的朋友托马斯·爱迪生安装的DC 发电机供电。
酒店的原始建筑和场地今天是弗拉格勒学院的一部分。

## 参考

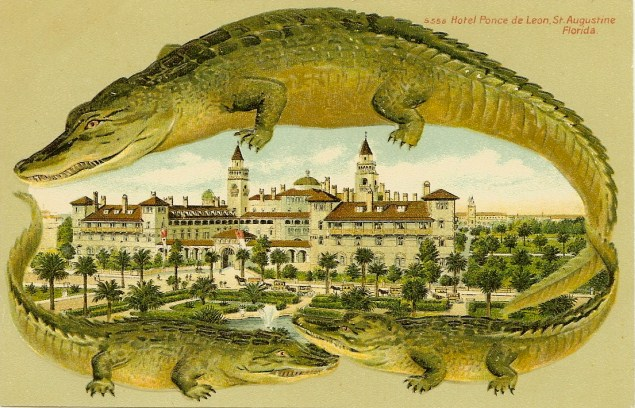
Hotel postcard, about 1909